# Uglješa Novaković
Uglješa Novaković (serbisch-kyrillisch Угљеша Новаковић; * 17. März 1995 in Belgrad, BR Jugoslawien) ist ein serbischer Eishockeyspieler, der seit 2015 für den KHK Roter Stern Belgrad in der serbischen Eishockeyliga und der International Hockey League spielt.

## Karriere
Uglješa Novaković begann seine Karriere als Eishockeyspieler beim HK Beostar, für den er in der slowenischen U19-Liga spielte. Nach zwei Jahren bei den Lower Austria Stars, mit denen er in österreichischen Nachwuchsligen spielte, kehrte er nach Serbien zurück und spielte zunächst mit der serbischen U20-Auswahl in der serbischen Eishockeyliga. Nach einer weiteren Spielzeit beim HK Beostar spielt er seit 2015 für den KHK Roter Stern Belgrad in der serbischen Liga und der International Hockey League. Dabei wurde er mit dem Klub 2018 serbischer Meister und gewann 2019 die International Hockey League.

### International
Für Serbien nahm Novaković im Juniorenbereich an den U18-Weltmeisterschaften der Division II 2011, 2012 und 2013, als er zum besten Spieler seiner Mannschaft gewählt wurde, sowie den U20-Weltmeisterschaften 2011 in der Division III und 2012, 2013, 2014 und 2015 jeweils in der Division II teil.
Im Herrenbereich spielte Novaković für die serbische Mannschaft erstmals bei der Weltmeisterschaft 2014 in der Division II. Auch bei den Weltmeisterschaften 2015, 2016, 2017, 2018 und 2019, bei der den Serben der Aufstieg in die Division I gelang, spielte er in der Division II. Nach dem Aufstieg 2019 spielte er bei der Weltmeisterschaft 2022 in der Division I. Zudem vertrat er seine Farben bei den Olympiaqualifikationsturnieren für die Winterspiele in Pyeongchang 2018 und in Peking 2022.

## Erfolge und Auszeichnungen
- 2015 Aufstieg in die Division II, Gruppe B, bei der U20-Weltmeisterschaft der Division III
- 2018 Serbischer Meister mit dem KHK Roter Stern Belgrad
- 2019 Aufstieg in die Division I, Gruppe B bei der Weltmeisterschaft der Division II, Gruppe A
- 2019 Gewinn der International Hockey League mit dem KHK Roter Stern Belgrad